# William Marks
William Marks, född 13 oktober 1778 i Chester County, Pennsylvania, död 10 april 1858 i Beaver, Pennsylvania, var en amerikansk politiker. Han representerade delstaten Pennsylvania i USA:s senat 1825-1831.
Marks studerade juridik och inledde sin karriär som advokat i Pittsburgh. Han deltog i 1812 års krig.
William Marks efterträdde 1825 Walter Lowrie som senator för Pennsylvania. Han hörde till anhängarna av USA:s president John Quincy Adams i senaten. Han kandiderade till omval efter en mandatperiod i senaten men förlorade mot William Wilkins.
Marks grav finns på Old Cemetery i Beaver.